# Aeroporto di Trapani-Milo
L'aeroporto militare di Trapani-Milo è stato un aeroporto militare a Trapani in uso dalla fine degli anni venti al 1949. L'aeroporto prende il suo nome dalla frazione di Trapani in cui si trovava, la pista è ancora facilmente localizzabile. È stato sede dal 1976 al 2010 della base Luigi Broglio dell'Agenzia spaziale italiana.

## Storia
La base aerea militare venne costruita alla fine degli anni venti, e l'area venne scelta a poca distanza dal centro abitato di Trapani, nella frazione di Milo. 
Ebbe notevole importanza durante la seconda guerra mondiale sia per il controllo del canale di Sicilia che per i collegamenti e i rifornimenti con le truppe di stanza in Nord Africa. Fu usata anche dall'aviazione tedesca.
Al termine della guerra la base risultò inadeguata per i nuovi aeroplani e per la troppa vicinanza con il centro abitato, quindi si iniziò la costruzione (sull'area del vecchio aeroporto militare di Borgo Rizzo) del nuovo aeroporto militare e civile di Trapani-Chinisia (anch'esso successivamente dismesso), il traffico aereo venne dirottato al nuovo scalo a partire dal 1949, e lo scalo venne abbandonato.
Nel 1976 la pista venne tagliata in due parti dalla costruzione dell'autostrada A29 Alcamo-Trapani. È presente un piccolo ponte carrabile che scavalca l'A29 e che permette il collegamento tra i due tronconi della pista.

## La base aerospaziale
I terreni, oltre 90 ettari alla periferia della città di Trapani, ed i locali del vecchio Aeroporto militare furono successivamente acquisiti dall'Agenzia spaziale italiana che nel 1975 vi installò la "Base di lancio palloni stratosferici".
I lavori di ammodernamento, per accogliere il "Villaggio Azzurro", il Comando dei Vigili del Fuoco ed il Centro di Ricerche, hanno sancito la fine di quanto restava della vecchia struttura: palazzina comando, Hangar "Nervi" e piazzole di sosta aeroplani. Sono ancora visibili, lungo la perimetrale Ovest, alcuni ricoveri antischegge intesi a riparare i velivoli da spezzonamenti.
È stata una delle poche strutture al mondo in grado di gestire palloni per lanci transmediterranei (verso la Spagna) e transatlantici, fondamentali per le ricerche astrofisiche e astronomiche. La base di lancio nel luglio del 2001 fu intitolata a Luigi Broglio, e dismessa nel 2010 dall'ASI.

## Centro accoglienza
Quindi è stata utilizzata come Centro di permanenza temporanea per stranieri, Centro di identificazione ed espulsione migranti, hotspot , e chiuso nel 2020.